# Vlaams Jeugd Parlement
Het Vlaams Jeugd Parlement (VJP) is een van de drie jeugdparlementen in België, naast Jeugd Parlement Jeunesse (JPJ) en het Parlement Jeunesse Wallonie-Bruxelles (PJWB). Het Vlaams Jeugd Parlement is een politiek neutrale organisatie met als doelstelling  de kloof tussen jongeren en de Vlaamse politiek te verkleinen en jongeren politieke vaardigheden aan te leren.
Het houdt jaarlijks een driedaagse simulatie in het Vlaamse Parlement. Het doel is jongeren met een verschillende achtergrond bij elkaar te brengen en democratie en politieke besluitvorming voor jongeren begrijpelijk te maken. De jongeren hebben een leeftijd tussen 17 en 27 jaar en zijn afkomstig uit de Nederlandstalige delen van België, inclusief het Brussels Hoofdstedelijk Gewest. Naast de jaarlijkse simulatie biedt het Vlaams Jeugd Parlement een mini-simulatie aan voor onderwijsinstellingen. Op periodieke basis organiseert het Vlaams Jeugd Parlement  VJP-Talks waar vormingen en workshops worden gegeven over politieke vaardigheden. In 2021 is de VJPodcast opgericht waar de jongeren het woord nemen en met elkaar in gesprek gaan op maatschappelijke thema's.
Het recordaantal van zeven opeenvolgende deelnames wordt gedeeld door Simon Martyn en Robin Manesse.

## Voorzitters
In december verkiest de algemene vergadering een nieuw bestuur, een nieuwe ondervoorzitter en voorzitter. De voorzitter en ondervoorzitter zitten de plenaire zitting voor en nemen ook de dagelijkse leiding voor hun rekening.
| Jaar | Voorzitter               | Ondervoorzitter                      |
| ---- | ------------------------ | ------------------------------------ |
| 2015 | Lawrence Cappelle        | Freya De Muynck David Jan Bosschaert |
| 2016 | Pieter-Jan Van Den Burgt | Edward De Voogd                      |
| 2017 | Pieter Reuse             | Hanne Pollet                         |
| 2018 | Laurien Coenen           | Kelly De Jonge                       |
| 2019 | Jasper Vervloet          | Kelly De Jonge                       |
| 2020 | Isabelle Cammaert        | Margot Soenens                       |
| 2021 | Aaron Van Steenlandt     | Patrick Vanparys                     |
| 2022 | Nick Van Elsen           | Robin Manesse                        |
| 2023 | Sharon Boussery          | Nick Van Elsen                       |
| 2024 | Nick Van Elsen           | Matthias Van Herel                   |
| 2025 | Matthias Van Herel       | Merveille De Smet                    |